# Long Giang, thị xã Phước Long
Long Giang là một xã thuộc thị xã Phước Long, tỉnh Bình Phước, Việt Nam.

## Địa lý
Xã Long Giang nằm ở phía bắc thị xã Phước Long, có vị trí địa lý:
- Phía đông giáp phường Long Thủy
- Phía tây giáp huyện Phú Riềng
- Phía nam giáp phường Sơn Giang và phường Long Phước
- Phía bắc giáp huyện Bù Gia Mập.

Xã có diện tích 22,18 km², dân số năm 2009 là 4.503 người, mật độ dân số đạt 203 người/km².

## Lịch sử
Xã Long Giang được thành lập vào ngày 11 tháng 8 năm 2009 trên cơ sở điều chỉnh 980,84 ha diện tích tự nhiên và 3.097 người của xã Sơn Giang; 1.236,73 ha diện tích tự nhiên và 1.406 người của xã Bình Sơn.
Sau khi thành lập, xã có 2.217,57 ha diện tích tự nhiên và 4.503 người.